# Новгородское восстание (1136)
Новгородское восстание 1136 года (также известное как Новгородская революция) — политические события, произошедшие в Новгороде, в результате которых был изгнан князь Всеволод Мстиславич и была сформирована Новгородская республика.
Бурные события 1136 года имели огромное значение для древнейшей истории Новгорода. Начиная с этого времени, новгородская городская община постепенно захватила всю власть в городе. С 1136 года Новгород стал республиканской городской общиной.
Историк Б. Д. Греков рассматривал Новгородское восстание как революцию, которая свергла монархию и установила республику. Его позиция стала применяться в советской историографии, однако в ходе времени исследовали стали всё чаще отказываться от «революционной» оценки новгородских событий XII века.

## Предпосылки
После обособления от Киева Новгород стал боярской феодальной республикой. Образование этой республики было результатом обострённых классовых боёв XII—XIII веков. Восстанию предшествовала длительная борьба новгородцев за независимость от Киева, шедшая рука об руку с вызреванием феодальных отношений, которые способствовали отпадению от метрополии, привели к прекращению выплаты дани Киеву, усилению деятельности веча и получению от Ярослава Мудрого особых грамот, предоставляющих Новгороду самостоятельность. В событиях 1136 года сливается антифеодальная борьба крестьянства и городской бедноты против боярства с политической борьбой Новгорода за независимость от Киева.
Трактовка событий 1136—1138 годов, предложенная А. Е. Пресняковым, И. Я. Фрояновым и А. В. Петровым, заключается в том, что в их основе лежало стремление городской общины Новгорода к высвобождению из-под власти киевских князей. Невнимание князя-наместника к местным интересам и взглядам веча приводили к сбоям в работе общественно-политического механизма Новгорода, для нормального функционирования было необходимо согласие князя и свободных людей, основанное на взаимном доверии.
Борьба, разыгравшаяся в Новгороде в 1130-х годах, раскрывает картину назревших классовых противоречий. Князю Всеволоду были предъявлены обвинения от новгородцев и жителей пригородов, главное из которых заключалось в том, что он «не блюдет смерд». Это указывает, что главной силой в данных событиях были закабалённые боярами смерды. 
Историк А. М. Сахаров считал, что в Новгороде и Пскове высокий уровень экономического развития и ослабление княжеской власти создали условия для существования своеобразного республиканского строя. А. Монгайт и Г. Фёдоров выделяют причины преобладания республиканского устройства в результате восстания 1136 года:
- особенность новгородского боярства, которое, в отличие от княжеского боярства Киева, было земским и не нуждалось в сильной княжеской власти, стремясь к самостоятельному господству в новгородской земле. Используя волнения торгово-ремесленных слоев города, бояре смогли удалить князя из Новгорода;
- высокий уровень развития ремесла в Новгороде, и, следовательно, особое место новгородских «чёрных людей» в городской политике;
- значительная роль в Новгороде крупной внешней, внутренней и посреднической торговли, что опять же усиливало вес и значение новгородского ремесленно-купеческого населения с его демократическими традициями;

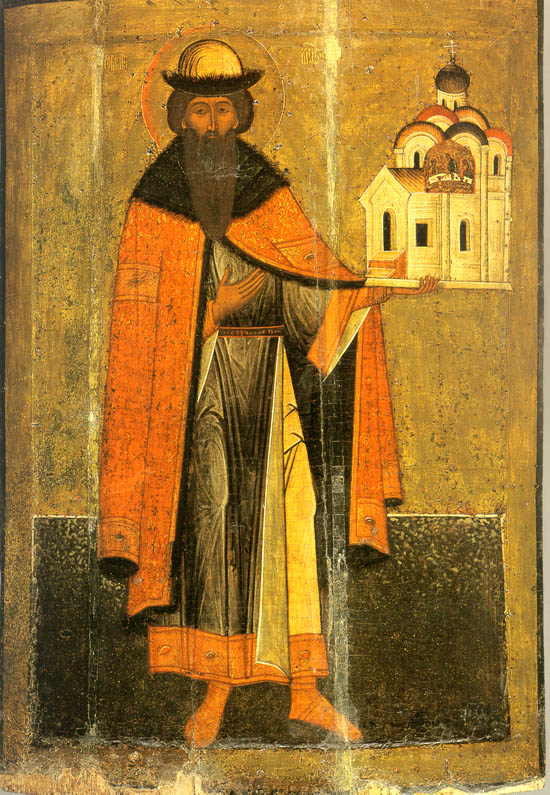
Князь Всеволод Мстиславич

- широкая новгородская колонизация.

## Ход событий
По решению новгородского веча, куда были приглашены и представители Пскова и Ладоги, 28 мая 1136 года Всеволод Мстиславич был арестован, а 15 июля изгнан из города. Хотя у князя в Новгороде были сторонники, обвинения против него показывают, что новгородцы потеряли свою уверенность. Всеволода Мстиславича обвиняли в том, что он не заботился об общинной собственности, в нарушении им в 1132 году крестоцелования о постоянном княжении в Новгороде, в трусости во время сражения 1135 года с суздальскими войсками у Жданой горы и в непоследовательности в отношениях с черниговским князем Всеволодом Ольговичем. 15-19 июля 1136 года новгородский стол формально занимал младенец Владимир Всеволодович. 19 июля был произведен приём Святослава Ольговича, который стал новым князем. Изгнанный Всеволод Мстиславич, княживший по приглашению местных жителей в Пскове, пытался вернуть себе новгородский стол, однако его сторонники в Новгороде подверглись репрессиям.

## Последствия
Изгнание Всеволода новгородцами в 1136 году устранило последние остатки власти Киева над Новгородом. Новгородское восстание и его последствия лишили новгородского князя последних черт наместника киевских князей, полностью изменили право вечевого избрания князей («вольность в князьях»). Вече из городского совещательного органа с неопределёнными полномочиями превратилось в ключевой орган государственного управления. 
Князья попали в зависимость от веча, на котором главенствовало местное боярство, а Новгород в целом освободился от своей зависимости от Киева и оформился в самостоятельную политическую организацию. Новгородские князья перестали быть креатурой киевских правителей, стали должностными лицами, в буквальном смысле слова лишь местной властью, подчинёнными вечу. Их права и обязанности оговаривались особым соглашением с вечем. Князь был символом единства Новгорода с остальной Русью, и теперь его полномочия были ограничены. Власть князя определялась текстом того или иного договора, определявшего, сколько слуг князь мог привести с собой, где он имел право охотиться и даже сколько ему платили за исполнение своих обязанностей. Приглашаемый вечем князь командовал войском в военных походах. Таким образом, князь в Новгороде был наёмным правителем, который поддерживал порядок и руководил войском.
После 1136 года на новгородском столе происходила быстрая смена князей, в результате чего усилилось значение боярской думы, посадника и тысяцкого. Первым должностным лицом в новгородской администрации был посадник. Как правило, великий князь Киева «сажал» старшего сына наместником в Новгороде. Посадник являлся главой правительства. Он руководил управлением и судом. Посадник также командовал войском, возглавлял вечевое собрание и боярский совет, председательствовал на внешних переговорах. В посадники, по сложившейся традиции, выбирались бояре четырёх важнейших родов Новгорода. Княжеская дружина занималась поддержанием порядка в городе.
В XII веке в Новгороде существовал возникший в результате антикняжеского восстания 1136 года «сместной» суд князя и посадника, которому «были подведомственны все дела — гражданские, уголовные, имущественные, торговые, поземельные, в том числе утверждение землевладельцев в правах собственности на вотчины».
Утвердившимся в исторической литературе взглядам о снижении роли князя в Новгороде после 1136 года И. Я. Фроянов противопоставлял вывод, что «после 1136—1137 года положение княжеской власти в Новгороде упрочилось, а роль князя возросла».

## Оценки

### В советской историографии
События Новгородского восстания в российской дореволюционной историографии особого внимания не привлекали. В советской историографии события 1136—1138 годов обычно рассматривались как период установления феодальной боярской республики в Новгороде. Выделять 1136 год как особый рубеж в новгородской истории советская историческая наука стала вслед за Б. Д. Грековым, назвавшим в своей статье 1929 года, следуя принятой тогда риторике, события, случившиеся в Новгороде, «революцией». Историк обращал внимание на то, что Новгород до XII века мало чем отличался от других русских земель, был обычным русским княжеством и вдруг со второй половины XII века превращается в республику. Эта трансформация объясняется, согласно Грекову, изменением в положении новгородского князя: он по-прежнему выступал авторитетным представителем русского княжеского рода, военачальником, но по отношению к вечу и городу руководствовался теперь не своей волей, а особыми рядами (докончаниями) с вечем, которые выработались, по всей видимости, в 1130-е годы. Князя лишили права распоряжаться здесь землей и даже отняли у него патрональный храм — святую Софию, которая стала средоточием государственной жизни вольного Новгорода.
Научная позиция Б. Д. Грекова, в том числе и его оценка событий 1136 года в Новгороде, становилась единственно верной и допустимой в исторической советской литературе. Яркий и привлекательный термин быстро вошёл в научный оборот. Спустя время позиция Бориса Грекова по отношению к событиям 1136 года претерпела некоторые изменения: историк отказался от столь радикального применительно к XII веку термина, как «революция», схожей точки зрения придерживались и его коллеги. Например, А. В. Арциховский, признавая правоту Б. Д. Грекова в обосновании датировки начала новгородского республиканского строя 1136 года, тем не менее, заметил, что термин «революция» по отношению к данным событиям неправомерен. По мнению историка С. А. Таракановой-Белкиной, события 1136 года — это не только результат борьбы Новгорода с Киевом, но и противодействие суверенным княжеским правам вообще. «Лишив княжескую власть значительной доли её самостоятельности, Великий Новгород превратился в своеобразную феодальную республику». Автор особо отмечает, что «события 1136 года не были революцией. Внеся существенные изменения в общественный строй Великого Новгорода, они ничего не изменили в способе производства». В работе 1945 года В. В. Мавродин пришёл к выводу, что 1136 год в истории Новгорода не был ни неожиданностью, ни рубежом, он явился лишь звеном в цепи событий, приведших Новгород к республиканскому устройству, одним из этапов эволюции новгородской государственности.
Вскоре после публикации Б. Д. Грекова была опубликована работа И. М. Троцкого «Возникновение Новгородской республики», где, изучив становление вечевой новгородской государственности, историк пришел к выводу, что события 1136 года были лишь одним из эпизодов в сложном процессе образования русской северозападной республики, «обратившем на себя внимание не столь длительное у современников, сколько у потомков».
Н. А. Рожков, опубликовав в 1930 году «Русскую историю в сравнительно-историческом освещении», не был склонен придавать событиям 1136 года какого-то исключительного значения и выступал с традиционных позиций дореволюционной историографии, указывая, что «не одна какая-нибудь резкая катастрофа, а длинный ряд мелких изменений и частных отступлений создал положение князя [в Новгороде] в более позднее время, во второй половине XIII и в XIV веке. Это положение характеризуется началом договора».
К 1950-м годам в советской историографии сформировалось устойчивое представление о формировании самостоятельной новгородской республиканской государственности. Представление о 1136 годе как о переломном моменте, после которого в Новгороде утверждаются вечевые порядки, в 1950-е годы было в советской исторической науке общепринятым. Рассуждая в работе «Новгородские посадники» (1962) о складывании Новгородской республики и критикуя уже ушедшее из историографии представление о «революционности» этого процесса, В. Л. Янин присоединялся к тем, кто считал, что «восстание 1136 г. вовсе не порождает тех норм республиканской жизни, возникновение которых обычно связывается с ним. Их сложение начинается в более раннее время. Посадничество нового типа, этот главный орган республиканской власти впервые возникает ещё в конце XI в. и, по-видимому, с самого начала является выборным». Историк выдвинул концепцию изначального ограничения власти новгородского князя в пользу боярства и отличия новгородской государственности от монархической государственности Смоленска и Киева.

### В российской историографии
Начало 1990-х годов ознаменовалось выходом двух монографий, посвящённых новгородской истории — «Мятежный Новгород» И. Я. Фроянова и «Вольный Новгород» О. В. Мартышина. Касаясь 1136 года, О. В. Мартышин признавал, что «1136 г. не следует рассматривать как дату возникновения новгородской республики», однако оговаривался, «что это был крупный этап в формировании самоуправления, в утверждении независимости от Киева <…> После 1136 г. принцип новгородской вольности в князьях утвердился на практике, и вскоре, став обычным, получил признание». Рассматривая прочно закрепившийся в историографии подход к оценкам событий 1136 года, предложенный В. Л. Яниным, И. Я. Фроянов отметил, что, на его взгляд, «наиболее существенным изъяном концепции В. Л. Янина является <…> объяснение смены князей и посадников в Новгороде причинами, связанными только с внутрибоярской и межкняжеской борьбой. Лишь эпизодически, в моменты наивысшего обострения классовых противоречий исследователь выводит на историческую сцену народные массы, чтобы потом снова забыть о них».
В монографии 2003 года «От язычества к Святой Руси», выпущенной к защите докторской диссертации, содержалось принципиально важное дополнение к прежним взглядам А. В. Петрова на новгородские события 1130-х годов. Объясняя случившееся, учёный выделил древнерусский политический принцип «одиначества» (нераздельности всех форм власти), который позволяет понять перемены, произошедшие в Новгороде.
Обращая внимание на важные последствия новгородских событий второй трети XII века, Ю. Н. Дмитриев брал широкий хронологический фон: «годы 1132 и последующие — годы напряженной внутренней социальной борьбы, в результате которой изменился политический строй Новгорода: возникает так называемая Новгородская республика, причем пересматриваются с одной стороны отношения Новгорода и Киева, с другой — объём власти и прав князя в Новгороде».